# Teide 1
Teide 1 je první potvrzený hnědý trpaslík nacházející se v otevřené hvězdokupě Plejády přibližně 400 světelných let od Země.
Teide 1 je velmi slabý objekt, jeho zdánlivá hvězdná velikost je 17,76 mag, dá se tedy pozorovat pouze většími dalekohledy. Jeho absolutní hvězdná velikost je 12,38 mag.
Jedná se o objekt masivnější než největší planety (55 ± 15 hmotností Jupiteru), ale méně masivní než hvězdy (0,052 hmotností Slunce). Povrchová teplota Teide 1 je asi 2600 K, tedy zhruba polovina povrchové teploty Slunce. Svítivost je 0,08 % svítivosti Slunce. Stáří tohoto hnědého trpaslíka je přibližně 120 milionů let.
V jádru Teide 1 probíhá fúze lithia, jeho teplota ale není dostatečná k zažehnutí fúze vodíku.
Teide 1 detekovali Rafael Rebolo López, María R. Zapatero-Osorio a Eduardo L. Martín na optických snímcích pořízených v lednu 1994 dalekohledem o průměru 0,80 metru (IAC-80) z observatoře na ostrově Tenerife. Jeho studená povaha byla potvrzena v prosinci 1994 teleskopem Williama Herschela (WHT) z observatoře v La Palma. Článek o objevu zveřejnil časopis Nature 14. září 1995.